# Túnel de Blisworth
El túnel de Blisworth forma parte del canal Grand Union, y se halla en Northamptonshire, Inglaterra. Con una longitud de 2,8 km, está situado entre las aldeas de Stoke Bruerne en su extremo sur y Blisworth en su extremo norte. Gestionado por el Canal & River Trust, es utilizado por embarcaciones de recreo que recorren el canal.

## Dimensiones
La boca norte de la galería está aproximadamente a 18 millas (29,0 km) del extremo norte del canal Grand Junction en Braunston, y la boca del lado sur se halla aproximadamente a 20 millas (32,2 km). Con 3.076 yardas (2.813 m) de longitud, es el tercer túnel de canal navegable más largo del Reino Unido, después del túnel de Standedge y del túnel de Dudley. Además, es el noveno túnel de un canal más largo del mundo. En su punto más profundo se encuentra a unos 143 pies (43 m) por debajo del nivel de la elevación del terreno que atraviesa.
La galería no contiene un camino de sirga en su interior, pero es lo suficientemente ancho como para que se crucen dos botes estrechos en direcciones opuestas. 

## Historia
Las obras comenzaron en 1793, pero los errores del contratista propiciaron que se ejecutara un sostenimiento inadecuado y, después de tres años de trabajo, la galería del túnel se derrumbó debido a las malas condiciones del terreno suelto, cobrándose la vida de 14 hombres. Este grave accidente y el mal estado del túnel ejecutado hasta entonces, llevaron a que se decidiera empezar desde cero la excavación de un nuevo túnel.
Cuando se abrió el resto del Canal Grand Junction entre Londres y Braunston en 1800, aparte del cruce del río Gran Ouse, la sección del canal desde Blisworth hasta el extremo inferior de las esclusas de Stoke Bruerne era la única sección sin terminar, a pesar de que el túnel llevaba siete años en construcción. Para conectar las dos partes del canal separadas mientras no se concluyera el túnel, se dispuso durante un tiempo de un tranvía tirado por caballos que permitía salvar la cima de la colina, de manera que las mercancías se transportaban desde las barcazas a las vagonetas del tranvía y viceversa. El tranvía, construido en 1801, fue la primera de vía férrea construida en Northamptonshire. Finalmente, se abrió el túnel en marzo de 1805, y los carriles del tranvía se reutilizaron para conectar la línea principal del canal con el río Nene hasta que se construyó el ramal a Northampton.
Hasta la década de 1870, solo era posible atravesar el túnel con los barqueros tumbados boca arriba, que debían empujar los botes valiéndose de sus pies (véase impulsión con los pies en el túnel de un canal). A partir de 1871 se utilizaron remolcadores de vapor para arrastrar los barcos y se instalaron conductos de ventilación adicionales. Los navegantes que desearan evitar el costo adicional que implicaba el uso de los remolcadores podían seguir pasando con sus botes de la manera tradicional, pero con la generalización de los botes a motor esta práctica ya se había hecho muy rara en la década de 1930, y especialmente en la época en que se filmó la película "Painted Boats", filmada allí en 1944.
Debido a las deformaciones de la galería con el paso del tiempo, el túnel dejó de ser navegable. En la década de 1980 se llevó a cabo una importante reconstrucción, colocando secciones revestidas con anillos de hormigón prefabricados. También se utilizó para probar los materiales que luego se utilizaron en la construcción del Eurotúnel. Cerca de la boca sur se exhibe un anillo sin usar.

## Características

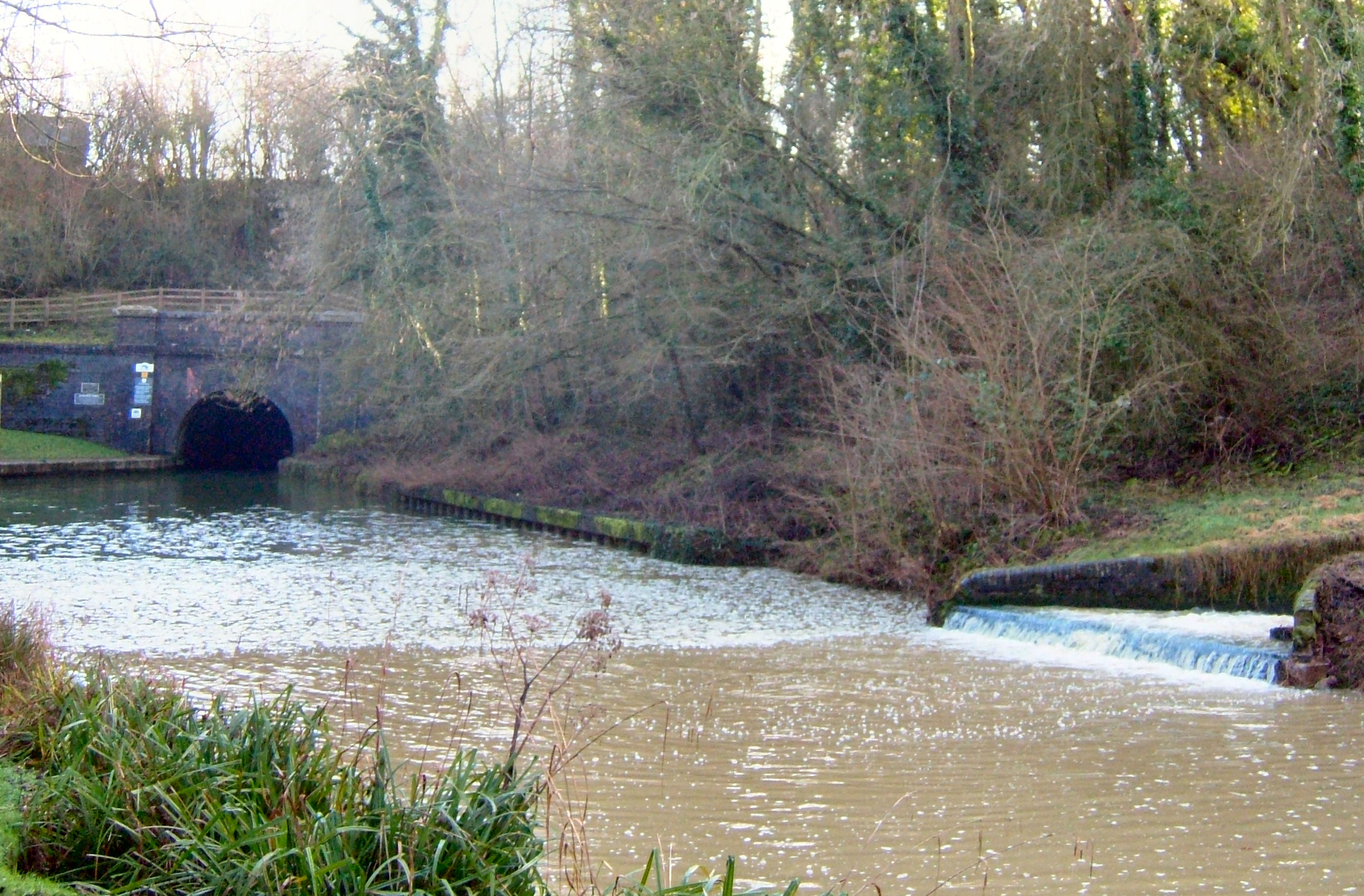
Boca norte del túnel en Blisworth después de unas fuertes lluvias, en enero de 2008

| \| Punto \| Coordenadas (Con enlaces a mapas y fuentes de fotografías aéreas) \| \| ----------- \| ----------------------------------------------------------------- \| \| Boca norte \| 52°10′11″N 0°56′07″O / 52.1696, -0.9354 \| \| Punto medio \| 52°09′22″N 0°55′43″O / 52.1560, -0.9285 \| \| Boca sur \| 52°08′45″N 0°55′18″O / 52.1458, -0.9217 \| | Localización del centro del túnel                                 |
| Punto | Coordenadas (Con enlaces a mapas y fuentes de fotografías aéreas) |
| Boca norte | 52°10′11″N 0°56′07″O / 52.1696, -0.9354                           |
| Punto medio | 52°09′22″N 0°55′43″O / 52.1560, -0.9285                           |
| Boca sur | 52°08′45″N 0°55′18″O / 52.1458, -0.9217                           |